# Annika Mombauer
Annika Mombauer (* 1967) ist eine im Vereinigten Königreich lehrende deutsche Historikerin.

## Leben
Mombauer studierte Geschichte an der Westfälischen Wilhelms-Universität in Münster und an der University of Sussex, wo sie 1998 ihren Abschluss als Ph.D. machte.
Im Jahr 2003 war sie Visiting Fellow an der Australian Defence Force Academy in Canberra. Von 2009 bis 2013 war sie in der Research Steering Group am History Department der Open University in Milton Keynes tätig. Von 2014 bis 2016 war sie Associate Dean (Research) der Faculty of Arts, an der sie die Professur für Modern European History innehat.
Ihr Forschungsschwerpunkt ist europäische Geschichte, insbesondere der Erste Weltkrieg. Von 2006 bis 2011 war sie Geschäftsführerin der German History Society. Sie ist Mitglied im Editorial Board von 1914-1918-online.
2011 organisierte sie gemeinsam mit John Röhl eine internationale Konferenz zum 50ten Jahrestag der Veröffentlichung von Fritz Fischers Griff nach der Weltmacht. 2019 leitete sie das gemeinsam mit Kollegen der Historischen Abteilung organisierte Symposium der Royal Historical Society zum hundertsten Jahrestag des Beginns des Ersten Weltkriegs.

## Werke
Als Autorin:
- Helmuth von Moltke and the Origins of the First World War. Cambridge University Press, Cambridge 2001, ISBN 0-521-79101-4.[2]
- The Origins of the First World War. Controversies and Consensus. Longman, London 2002, ISBN 0-582-41872-0.[3]
- Die Julikrise: Europas Weg in den Ersten Weltkrieg (C. H. Beck Wissen). Beck, München 2014, ISBN 978-3-406-66108-2.

Als Herausgeberin:
- mit Wilhelm Deist: The Kaiser: New research on Wilhelm II’s role in imperial Germany. Cambridge University Press, Cambridge 2003, ISBN 0-521-82408-7.
- The Origins of the First World War: Diplomatic and Military Documents. Manchester University Press, Manchester 2013, ISBN 978-0-7190-7421-9.